# Densità di numero
La densità di numero (in inglese: number density), è una grandezza intensiva utilizzata per descrivere una concentrazione di una sostanza nello spazio, a patto che essa sia composta di oggetti numerabili (particella): sia cioè un sistema discreto. Si tratta della concentrazione nello spazio della quantità di sostanza (mentre con densità normalmente si indica la concentrazione nello spazio della massa).
Viene comunemente indicata con il simbolo "n" e viene utilizzata per esempio in fisica, chimica, astronomia per descrivere la concentrazione nello spazio o in un'altra sostanza (particelle, molecole, fononi, galassie, copie di mondi fisici, etc.) nel dominio fisico tridimensionale. In chimica, la quantità di sostanza viene tradizionalmente espressa in moli, corrispondente ad un numero di Avogadro di oggetti. In questo caso, la densità di numero viene espressa nelle unità di misura chimiche e viene chiamata frazione molare, o concentrazione molare.
La densità superficiale di numero (numero di entità per unità di superficie) e la densità lineare di numero (numero di entità per unità di lunghezza) sono definite in modo analogo. In chimica, a volte ci si riferisce alla densità di numero con il termine concentrazione di numero, indicato con "C", particolarmente se confrontata con delle concentrazioni.

## Definizione
La densità di numero è la grandezza che corrisponde alla quantità di sostanza per unità di volume:
{\displaystyle n={\frac {\partial N}{\partial V}}} ,
dove
N è il numero totale di oggetti presenti nel volume V.
Si assume che N sia sufficientemente grande che una sua approssimazione all'intero più vicino non introduca un errore significativo e che il valore della densità di numero sia statisticamente stazionario, cioè che non sia significativamente influenzato da fluttuazioni statistiche del numero di elementi nel volume V. Ciò si verifica quando le dimensioni del volume oggetto di indagine superano una soglia opportuna.
In meccanica statistica, si usa la relazione al rovescio per definire come parametro integrale la quantità di sostanza:
{\displaystyle N=\int _{V}n(\mathbf {r} )dV'}
Per definire realmente (in senso meccanico) la densità di numero locale (in un punto dello spazio), si utilizzano i momenti statistici delle distribuzioni locali delle quantità meccaniche, cioè le distribuzioni sulle particelle presenti in quel punto dello spazio tridimensionale.
La densità costituisce in effetti il primo momento statistico della distribuzione.
A titolo di esempio, si può citare la densità corrispondente alla distribuzione di Maxwell.

## Volume molare
La grandezza inversa rispetto alla densità di numero è il volume libero medio o volume molare, ovvero il volume mediamente a disposizione per ogni oggetto nello spazio.
{\displaystyle V_{m}={\frac {V}{N}}}.

## Unità
Nel Sistema internazionale di unità di misura (SI), la densità di numero è misurata in m−3, sebbene anche il cm−3 sia spesso utilizzato. Queste unità di misura non sono tuttavia pratiche se riferite ad atomi o molecole di gas, liquidi o solidi a temperatura ambiente e pressione atmosferica, perché conducono a cifre estremamente grandi (dell'ordine di 1020). L'unità più pratica tra quelle fisiche è il nm−3 o l'Å−3. Per esempio in temperature e pressioni normali il volume libero medio di un gas ideale è di circa 37,2 nm−3, cui corrisponde una densità numerica pari a circa 0,026 Å−3.
Utilizzando il valore della densità di numero di un gas ideale ad una temperatura di 0 °C e ad una pressione di 1 atmosfera come elemento di paragone, è stata introdotta l'unità tecnica amagat: 1 amagat = 2,6867774×1025 m−3.

## Uso
Considerando la densità di numero come una funzione delle coordinate spaziali, il numero totale degli oggetti N presenti nel volume V può essere calcolato come
{\displaystyle N=\iiint _{V}n(x,y,z)\;dV} ,
dove
{\displaystyle dV=dx\,dy\,dz} è un elemento di volume. Se ogni oggetto possiede la stessa massa m 0, la massa totale m degli oggetti nel volume V può essere espressa come
{\displaystyle m=\iiint _{V}m_{0}\,n(x,y,z)\;dV} .
Espressioni analoghe sono valide per la carica elettrica o qualsiasi altra grandezza estensiva associata ad un insieme numerabile di oggetti. Per esempio, la sostituzione {\displaystyle m\rightarrow q} (carica totale) e {\displaystyle m_{0}\rightarrow q_{0}} (carica di ogni oggetto) nell'equazione sopra conduce all'espressione corretta per il calcolo della carica.
La densità numerica delle molecole del soluto in un solvente è a volte chiamata concentrazione, sebbene abitualmente la concentrazione sia espressa come numero di moli per unità di volume (indicata come concentrazione molare).

## Relazione con altre grandezze

### Concentrazione molare
Per ogni sostanza, la densità di numero n può essere espressa come concentrazione molare c considerando il numero di Avogadro:
{\displaystyle n=N_{\rm {A}}\,c} ,
dove NA è il numero di Avogadro: 6.022×1023 mol−1, purché n e c siano entrambe espresse facendo riferimento alla stessa unità di misura spaziale, cioè: se n sia in m−3, c sia in mol/m3; se n sia in cm−3, c sia in mol/cm3; se n sia in L−1, c sia in mol/L; ecc.

### Densità di massa
Per atomi o molecole di massa molecolare M (espressa in kg/mol), la densità di numero può essere espressa in termini della densità di massa di una sostanza ρ (espressa in kg/m3) come
{\displaystyle n={\frac {N_{\rm {A}}}{M}}\rho } .
Da notare che il rapporto M/NA corrisponde alla massa di un singolo atomo o molecola in kg.